# Isla Albany
La Isla Albany es el nombre que recibe un islote que pertenece geográficamente al archipiélago de las Islas Galápagos y al parque nacional del mismo nombre, y que administrativamente hace parte del país sudamericano de Ecuador. Posee una superficie estimada en 12,7 hectáreas (0,12 kilómetros cuadrados) se encuentra a 54,2 kilómetros del centro del archipiélago, y tiene una longitud costera de 1,55 kilómetros. La isla principal más cercana es la de Santiago.